# David Huang

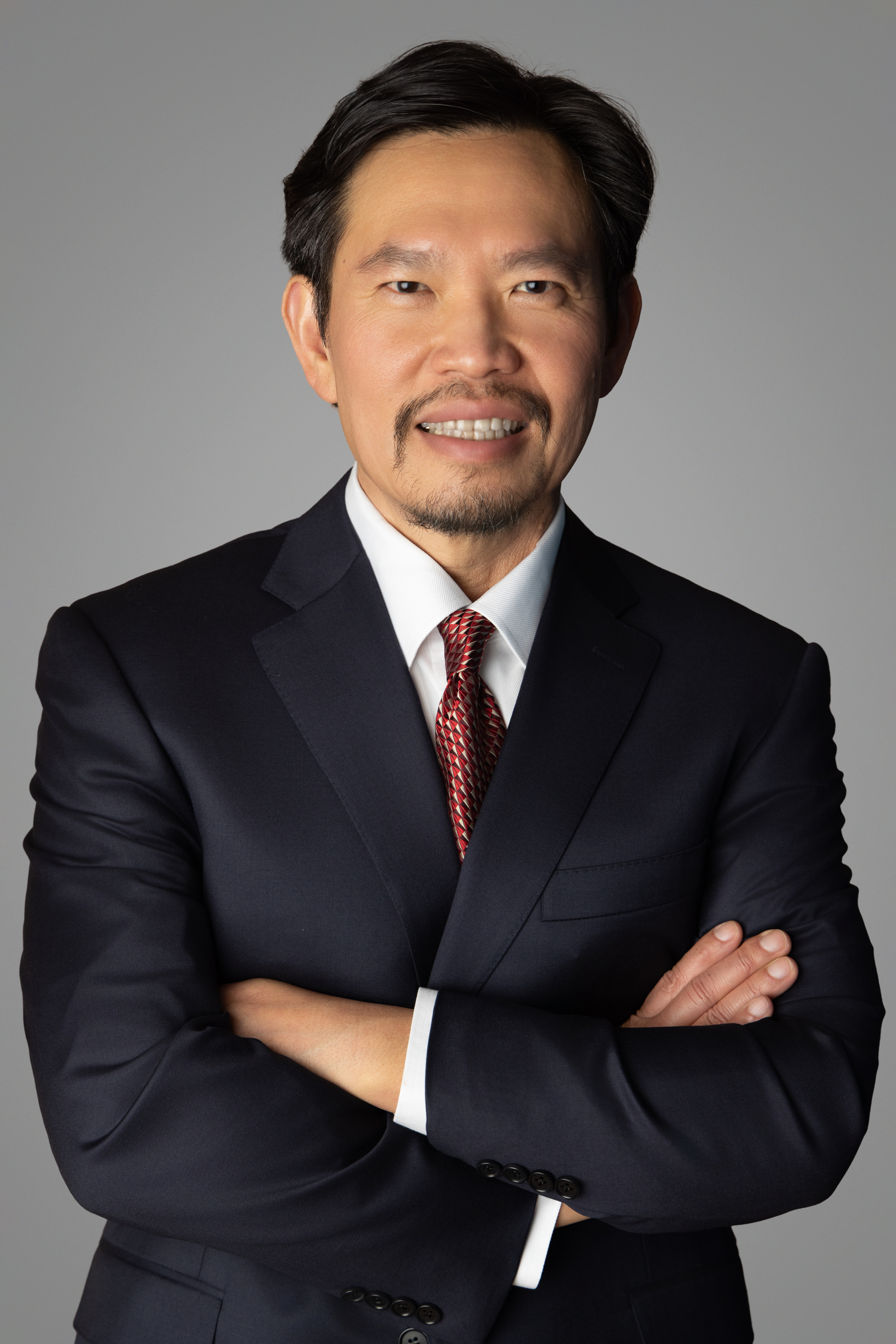
David Huang (2025)

David Huang (* 8. Februar 1964 in Chiayi, Taiwan) ist ein taiwanisch-US-amerikanischer Elektroingenieur und Augenarzt an der Oregon Health & Science University. Er ist einer der Erfinder der Optischen Kohärenztomographie (OCT), einem berührungslosen bildgebenden Verfahren, das Einblicke in lebendes Gewebe mit einer Auflösung im Mikrometer-Bereich erlaubt und vor allem in der Augenheilkunde eingesetzt wird.

## Leben und Wirken
Huang und seine Eltern, eine Lehrerin und ein Arzt, übersiedelten von Taiwan in die Vereinigten Staaten, als David 12 Jahre alt war. Huang erwarb am Massachusetts Institute of Technology (MIT) 1985 einen Bachelor und 1989 einen Master, jeweils in Elektroingenieurwesen und Informatik. 1993 erwarb er sowohl einen Ph.D. in Medical Engineering (etwa Ingenieurwesen für Medizintechnik) und Medizinische Physik am MIT als auch einen M.D. als Abschluss des Medizinstudiums an der Harvard Medical School. Anschließend erhielt er seine Facharztausbildung an der University of Southern California und der Emory University.
An der Oregon Health & Science University (OHSU) ist Huang heute (Stand 2025) Professor für Augenheilkunde und für Biomedical Engineering, stellvertretender Direktor des Casey Eye Institute und Direktor des Center for Ophthalmic Optics & Lasers.
Am MIT entwickelte Huang gemeinsam mit James G. Fujimoto und Eric A. Swanson 1990 die Optische Kohärenztomographie (OCT), die 1994 patentiert wurde. Die zugehörige Veröffentlichung (1991) wurde (Stand 2025) mehr als 19.000-mal zitiert. Die Vorteile der OCT zeigten sich früh zum Beispiel in der Dokumentation der Erfolge einer Behandlung mit anti-VEGF bei der feuchten Makuladegeneration, einer häufigen Ursache von Erblindung. Ein weiteres Anwendungsfeld der Methode liegt in der Darstellung von Gefäßen (insbesondere Herzkranzgefäße) mittels endoskopischer optischer Kohärenztomographie. Unternehmensgründungen für beide Anwendungen wurden an die Carl Zeiss AG beziehungsweise an St. Jude Medical verkauft. Huang und Mitarbeiter entwickeln weitere Anwendungen der OCT innerhalb und außerhalb der Augenheilkunde. Er ist Inhaber von 44 US-amerikanischen Patenten und Autor von mehr als 350 wissenschaftlichen Aufsätzen.
David Huang ist Gründer des Unternehmens GoCheck, das eine Smartphone-App entwickelte, mit dem Vorschulkinder unter anderem auf Risikofaktoren für Amblyopie, aber auch für andere Seh- und Hörstörungen gescreent werden können. Bis 2025 seien weltweit sechs Millionen Kinder damit untersucht worden. Huangs klinischer Schwerpunkt liegt in der Chirurgie der Hornhaut und der Refraktiven Chirurgie.
Huang hat laut Google Scholar einen h-Index von 101, laut Datenbank Scopus einen von 83 (jeweils Stand August 2025).

## Auszeichnungen (Auswahl)
- 2012 Prémio de Visão António Champalimaud[5] (gemeinsam mit fünf weiteren Forschern)
- 2017 Russ Prize der National Academy of Engineering[6] (gemeinsam mit vier weiteren Forschern)
- 2022 National Medal of Technology and Innovation[7]
- 2023 Mitglied der National Academy of Engineering[8]
- 2023 Lasker~DeBakey Clinical Medical Research Award[9] (gemeinsam mit James G. Fujimoto und Eric A. Swanson)
- 2024 Mitglied der National Academy of Medicine[10]
- 2025 Aufnahme in die National Inventors Hall of Fame[3] (gemeinsam mit James G. Fujimoto und Eric A. Swanson)